# Перелом (фильм, 2019)
«Перелом» (англ. Fractured) — американский психологический триллер 2019 года режиссёра Брэда Андерсона по сценарию Алана Б. МакЭлроя.
Мировая премьера фильма состоялась на фестивале Fantastic Fest 22 сентября 2019 года. 11 октября 2019 года он был выпущен компанией Netflix.

## Сюжет
Рэй едет домой со своей женой Джоанн и дочерью Пери после визита к родителям Джоанны на День Благодарения. Рэй и Джоанн спорят о состоянии своих отношений. В машине плеер Пери перестает работать из-за севших батареек, и Рэй говорит ей, что купит их на следующей заправке. Вскоре Пери говорит, что ей нужно в туалет, и они делают перерыв на заправке. Кассир говорит Рэю, что они принимают только наличные, поэтому Рэй не берёт батарейки, но, помимо колы для Джоанн и кофе для себя, покупает две маленькие бутылки ликера. Вернувшись в машину, он лжёт Джоанне, говоря, что в магазине не было батареек. Пери не может найти свое компактное зеркальце, поэтому Джоанн отправляется в туалет, а Рэй обыскивает заднее сиденье. Пока Рэй отвлекается, Пери начинает бродить по заброшенной стройке из-за воздушного шарика, застрявшего на арматуре. Ей угрожает бродячая собака, и она начинает отступать к открытой яме. Рэй бросает камень, чтобы напугать собаку, но из-за этого Пери падает в яму. Рэй, пытаясь схватить её, тоже падает и ударяется головой. В оцепенении он приходит в себя и видит расстроенную Джоанну, которая слезла вниз и осматривает Пери на предмет травм. После того как его голова прояснилась, он поднимает Пери и решает осмотреть её травмированную руку в больнице, которую они проезжали несколько миль назад.
Во время приёма в больнице супругов спрашивают, согласны ли они, чтобы Пери была включена в реестр доноров органов, но они отказываются. Пери осматривает врач, который говорит, что у неё сломана рука и что он хочет, чтобы ей сделали компьютерную томографию на случай, если у неё травма головы. Джоанна сопровождает её в подвальное помещение, где проводится сканирование, а Рэй засыпает в зоне ожидания. Когда он просыпается, то видит, что их до сих пор нет. Оказалось, что в больнице их не регистрировали. Перевернув всю больницу вверх дном и переполошив всех сотрудников, Рэй отчаянно ищет свою семью, ведь он уверен, что жена с ребёнком ещё там. В течение фильма регистратор спрашивает его, кто такая Эбби (включена в мед страховку)? Он отвечает, что это его бывшая умершая жена (скончалась в автокатастрофе беременной дочерью). В автокатастрофе был виновен Рэй (злоупотреблял алкоголем). Далее выясняется, что собака существовала и девочка таки упала, за ней и Рэй. Пери разбила голову об асфальт и умерла, а Рэй находился в шоковом состоянии. Джоанн подбежала и трясла его. В ответ он толкнул жену и она упала головой на штырь и так же погибла. У Рэя в голове произошёл щелчок, защитная реакция мозга, вследствие чего все последующие события ему кажутся нормальными, что семья жива. В его сознании происходит тот сценарий, который бы он хотел увидеть. В реальности же Рэй действительно приехал в клинику, но обратился к врачам один, с травмой головы. Затем он уснул в зоне ожидания и ему приснился сон с Джоанн и Пери. После пробуждения он решает во что бы то ни стало отыскать свою жену и дочь.

## В ролях
- Сэм Уортингтон — Рэй Монро
- Лили Рэйб — Джоанн Монро
- Люси Капри — Пери Монро
- Стивен Тоболовски — доктор Бертрам
- Аджоа Андо — доктор Джейкобс
- Шейн Дин — офицер Григгс
- Лорен Кокрейн — офицер Чилчес

## Производство
Съёмки фильма прошли в Виннипеге, Канада с ноября 2018 года по январь 2019 года.

## Релиз
Мировая премьера фильма состоялась на фестивале Fantastic Fest 22 сентября 2019 года.

## Прием критиков
На сайте Rotten Tomatoes фильм имеет рейтинг 59 % на основе 29 обзоров со средневзвешенным значением 5,70 / 10. По мнению критиков сайта: «фильм „Перелом“ — это достаточно увлекательная мистерия, в которой достаточно острых ощущений, чтобы компенсировать знакомый сюжет». На Metacritic фильм имеет средневзвешенную оценку 36 из 100, основанную на 5 отзывах, что указывает на «в целом неблагоприятные отзывы».